# Isabelle Roelofs

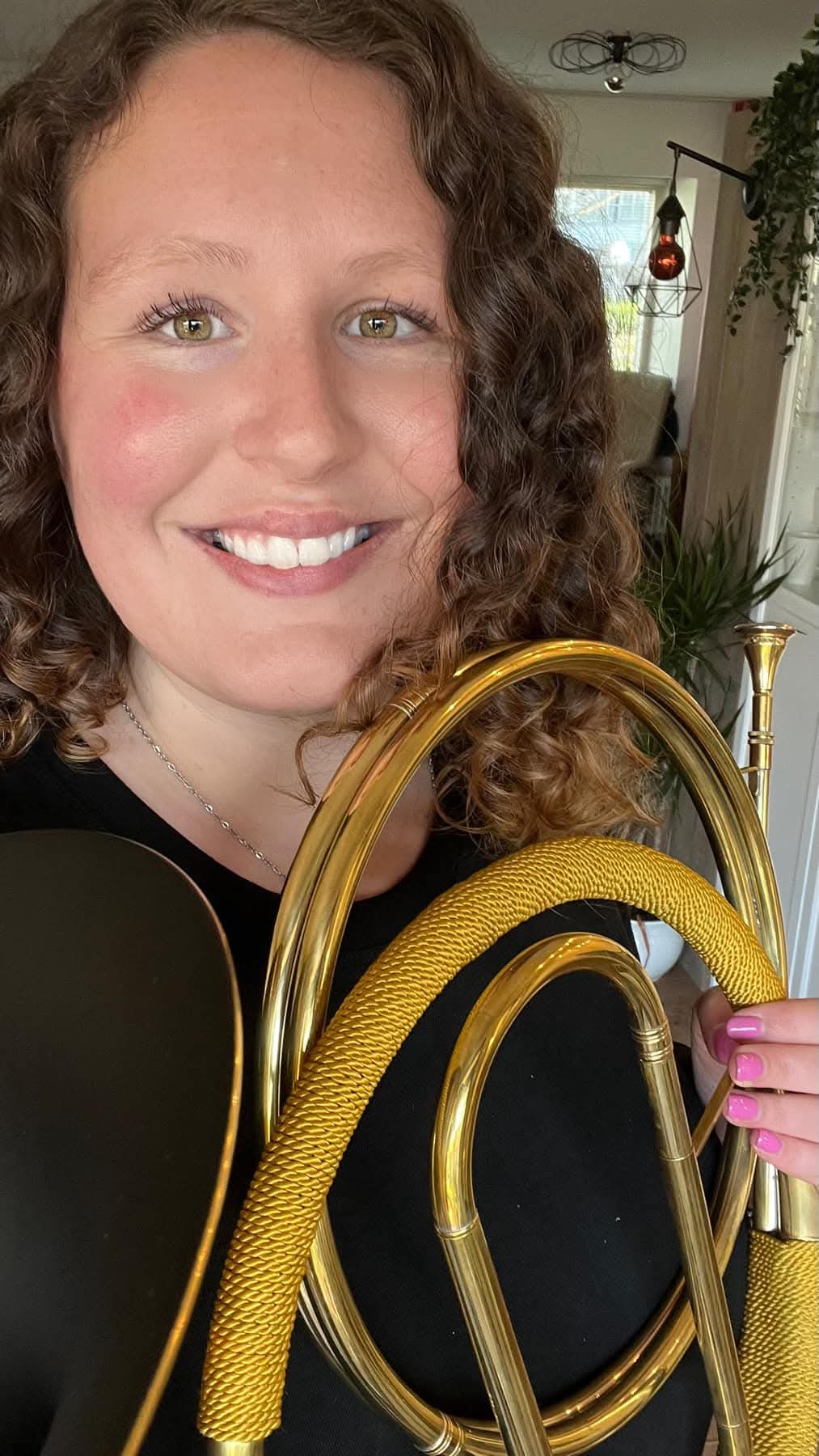
Isabelle Roelofs in 2024

Isabelle Roelofs (Capelle aan den IJssel 5 februari 1993) is een Nederlandse (natuur)hoorniste, muziekdocente, arrangeur en dirigente. Ze begon op jonge leeftijd met pianoles bij haar opa en stapte op haar achtste over naar hoornles. 
Isabelle heeft gestudeerd aan het Rotterdams conservatorium (Codarts) bij Bob Stoel en Martin van der Merwe en behaalde daar haar bachelor moderne hoorn. In 2018 heeft ze de verkorte opleiding docent muziek bij het conservatorium in Rotterdam gehaald. 
Ze vervolgende haar studie met de master moderne hoorn bij Rik Vercruysse aan het Koninklijk Conservatorium van Antwerpen en is daar in 2021 met onderscheiding afgestudeerd. 
In juni 2024 is ze cum laude afgestudeerd voor de Master Oude Muziek Natuurhoorn bij Teunis van der Zwart aan het Koninklijk Conservatorium in Den Haag.
Ze is actief als freelance hoornist in diverse orkesten en barokensembles en treedt op als solist. Daarnaast arrangeert zij muziek voor hoorn-ensembles en jeugdorkesten.
Al tijdens haar studie moderne hoorn is Isabelle geïnteresseerd geraakt in de natuurhoorn (klassieke hoorn) en heeft ze lessen gevolgd bij Jeroen Billiet aan het Koninklijk Conservatorium Gent.
Specialisatie op de natuurhoorn:
- Ze studeerde, met onderscheiding, af als Master Natuurhoorn Oude Muziek in juni 2024 aan het Koninklijk Conservatorium in Den Haag onder begeleiding van Teunis van der Zwart.
- Na haar afstuderen in de oude muziek volgde ze lessen bij Anneke Scott.
- Ze speelt regelmatig natuurhoorn solo's, waaronder drie keer als soliste met het Orkest van de Achttiende Eeuw na het winnen van de auditie hiervoor.
- Ze is actief als freelance concerthoornist en natuurhoornist in diverse ensemble- en orkestprojecten, met een focus op barok en oude muziek.
- Ze gebruikt de natuurhoorn zowel in solistische optredens als in ensembles, en verzorgt ook les en workshops op dit gebied.

Naast de moderne hoorn en de klassieke hoorn bespeelt Isabelle Roelofs de barokhoorn en de alpenhoorn:
- Barokhoorn: Isabelle is een ervaren en gespecialiseerde barokhoornsoliste. De barokhoorn is een natuurhoorn uit de barokperiode (circa 1600–1750) zonder ventielen of kleppen. Door haar brede ervaring en gespecialiseerde kennis laat Isabelle de authentieke en warme en ronde klank van de barokhoorn horen en wordt hierdoor veel gevraagd voor gastoptredens.
- Alpenhoorn: Ze is gespecialiseerd in het bespelen van de alpenhoorn en treedt ermee op in solo-optredens en orkestsamenwerkingen.

Isabelle is actief op Spotify, waar ze zowel solo- als ensemblewerken heeft uitgebracht. Haar opnames kenmerken zich door de prominente rol van de hoorn. 
1. ↑  Isabelle Roelofs. Spotify. Geraadpleegd op 18 augustus 2025.

Externe Links
- Website van Isabelle Roelofs
- TU-Delft X
- The Spirit of Alphorn
- Spotify van Isabelle Roelofs
- Golven en Lucht